# Vlooswijkpolder
De Vlooswijkpolder was een polder ten westen van Terneuzen, behorende tot de Polders tussen Axel, Terneuzen en Hoek, in de Nederlandse provincie Zeeland. 
De polder was gelegen tussen de stad Terneuzen en de Willemskerkepolder. De betreffende schorren werden in 1603 ter bedijking uitgegeven aan Bartholt van Vlooswijk, die een Rotterdams notabele was. Ondanks zijn positie verkeerde hij in financiële moeilijkheden. In 1608 werd deze polder, toen Nieuw Willemskerckepolder genaamd, ingedijkt. De polder had een oppervlakte van 203 ha.
In 1827 werd het Kanaal Gent-Terneuzen dwars door deze polder gegraven. Dit kanaal werd later diverse malen verbreed en van 1961-1968 werden de zeesluizen gebouwd, die vrijwel de gehele oppervlakte van de polder in beslag namen. Dit is de reden dat de polder niet meer op de landkaarten is terug te vinden.